# Městská knihovna v Českém Krumlově
Městská knihovna v Českém Krumlově je příspěvková organizace se sídlem v Českém Krumlově, zajišťující poskytování veřejných knihovnických a informačních služeb. Městská knihovna, jejímž zřizovatelem je město Český Krumlov, je základní, veřejnou knihovnou pověřenou regionálními funkcemi. Knihovna provozuje dvě pobočky na sídlištích Mír a Plešivec. 

## Historie knihovny v datech
- 6. 12. 1879 – Ustavující schůze české stolní společnosti Křen; její členové začali postupně budovat společnou sbírku českých knih a časopisů.
- 15. 5. 1881 – Založena Čtenářská beseda se spolkovou knihovnou; koncem devatenáctého století měla knihovna asi 200 čtenářů a cca 5000 výpůjček ročně.
- 1911 – Otevřena veřejná čítárna.
- 1921 – Statut veřejné knihovny se sídlem v budově dnešního hotelu Růže; rostoucí zájem o knihovnu.
- 1939 – 1945 – Knižní fond převezen do Veřejné městské knihovny Dr. Zátky v Českých Budějovicích; po válce vráceny asi dvě třetiny fondu.
- 1952 – Knihovna přestěhována do Panské ulice.
- 1959 – Okresní knihovna pověřena péčí o všechny ostatní knihovny v okrese Český Krumlov.
- 1991 – Nové sídlo v budově bývalé Prelatury v Horní ulici čp. 155.[1]
- 1992 – Zahájena katalogizace knih v programu LANius.
- 1998 – Statut městské knihovny s regionální funkcí, dokončena automatizace provozu v Horní ulici 155, umožněn veřejný přístup k internetu v nově vybudované studovně, ukončena činnost pobočky na sídlišti Vyšný, zřízena pobočka na sídlišti Mír a v Domě s pečovatelskou službou na Vyšehradě.
- 1999 – Připomenutí prvopočátků knihovny – oslava 120. výročí založení společnosti Křen a zároveň oslava 10. výročí kontaktů s hornorakouskými knihovníky.[2]
- 2001 – Internet pro veřejnost na pobočkách Plešivec a Mír; automatizovaný výpůjční protokol na Plešivci.
- 2002 – Účinnost nového knihovního zákona č. 257/2001 Sb., pověření výkonem regionálních funkcí krajskou knihovnou, automatizovaný výpůjční protokol na pobočce Mír, umožněn přístup k internetu i dětem.
- 2004 – V červenci realizován přechod ze systému LANius na Clavius.
- 2005 – Účast knihovny na projektu internetizace knihoven, zlepšení podmínek pro uživatele internetu.[3]
- 2007 – Začátek budování regionálního knihovnického systému pomocí programu Clavius REKS, k 31. 8. ukončen provoz pobočky v Domě s pečovatelskou službou na Vyšehradě, od listopadu nová služba knihovny – půjčování zvukových knih handicapovaným uživatelům knihovny.
- 2008 – Od září knihovna spravuje a užívá prostor původní Městské galerie, probíhá 2. etapa připojování obecních knihoven do Clavius REKS; spuštěny nové webové stránky knihovny.
- 2011 – založen fond publikací s tematikou památek zapsaných na Seznamu světového kulturního a přírodního dědictví UNESCO.
- 2013 – 3. etapa připojování obecních knihoven do Clavius REKS (celkem 30 knihoven).
- 2014 – Zprovozněn nový webový katalog Carmen; zřízení profilu na sociální síti Facebook.
- 2015 – Od května zahájeno půjčování e-knih; proběhl úspěšný přechod z katalogizačního formátu UNIMARC na MARC21.
- 2016 – Dokončení připojení obecních knihoven do Clavius REKS (celkem 36 knihoven). Zřízení profilu na sociální síti Twitter; zahájení pravidelných vzdělávacích akcí pro seniory a výrazné rozšíření nabízených kulturních a vzdělávacích akcí; zavedeno nové logo a s ním související vizuál knihovny.
- 2017 – Od března nabídka půjčování audioknih a stolních společenských her všem uživatelům; zahájena projektová příprava na celkovou rekonstrukci areálu Prelatury.
- 2018 – Od dubna knihovna převzala do své správy celý areál Prelatury. Díky tomu byla zřízena a vybavena nová učebna na veřejné vzdělávací akce. Kromě svých kulturních akcí nově knihovna poskytuje služby pronájmu prostor na kulturní a vzdělávací akce i pro externí subjekty. Na pobočkách Mír a Plešivec byla rozšířena možnost půjčování audioknih. Děti do 6 let včetně mají registraci do knihovny zdarma.
- 2019 – Zavedena sleva 50% na roční registrační poplatek pro držitele mezinárodně uznávaných karet ISIC, ISIC SCHOLAR (žáci a studenti) a ITIC (učitelé). Knihovna od léta provozuje knihobudku, kterou zřídil Rotary club Český Krumlov na autobusovém nádraží. Knihovna si připomněla prostřednictvím řady akcí 140. výročí svého vzniku.
- 2020 – Spuštěn YouTube kanál knihovny s širokou nabídkou videí.
- 2021 –  Pořízen knihobox pro možnost bezkontaktního vracení knih 24 hodin denně 7 dní v týdnu. Pro bezkontaktní vracení časopisů a CD byla zřízena speciální schránka. V Hradební ulici byla do provozu uvedena již druhá českokrumlovská knihobudka, která původně sloužila jako budka telefonní.
- 2022 - Spuštěny nové webové stránky.
- 2023 - Pořízeny knihoboxy na pobočky na sídlištích Mír a Plešivec pro bezkontaktní vracení knih 24 hodin denně, 7 dní v týdnu.
- 2025 - přechod na nový automatizovaný knihovní systém Tritius

## Současnost knihovny – služby
Výpůjčky dokumentů domů (knihy, periodika, audio knihy, společenské hry). Prezenční půjčování a studium dokumentů regionálního charakteru a jejich archivace. Zajištění výpůjčky z jiné knihovny v rámci České republiky prostřednictvím meziknihovní výpůjční (MVS). Zprostředkování výpůjčky ze zahraniční knihovny prostřednictvím mezinárodní meziknihovní výpůjční služby (MMVS). On-line katalog Carmen na webové stránce knihovny (vstup do svého čtenářského konta, doporučení nákupu literatury, možnost požádat o prodloužení výpůjční doby, rezervace titulů ad.). Bibliograficko-informační služba. Wi-Fi připojení k internetu v celé knihovně. Možnost práce na PC, tisk, skenování kopírování dokumentů z fondu nebo materiálu knihovny. Široká nabídka kulturních a vzdělávacích akcí (přednášky, besedy, workshopy, autorská čtení apod.). Lekce knihovnicko-informační výchovy pro všechny typy škol. Zapojení do celostátních projektů a akcí (Březen měsíc čtenářů, Týden knihoven, Den pro dětskou knihu, Knížka pro prvňáčka, Noc literatury, Noc s Andersenem ad.). Metodická činnost, vzdělávání knihovníků, příprava a distribuce knihovních souborů do knihoven regionu. V budově knihovny je bezbariérový přístup pouze do oddělení pro dospělé, obě pobočky jsou bezbariérové.
Městská knihovna v Českém Krumlově provozuje dvě pobočky na obou českokrumlovských sídlištích Mír a Plešivec.
- Pobočka Mír – Urbinská 187, 381 01, Český Krumlov – Domoradice, GPS: 48°49'25.6"N 14°19'45.0"E
- Pobočka Plešivec – Plešivec 366, 381 01, Český Krumlov – Sídliště Plešivec, GPS: 48°48'04.0"N 14°18'8.9"E

## Galerie

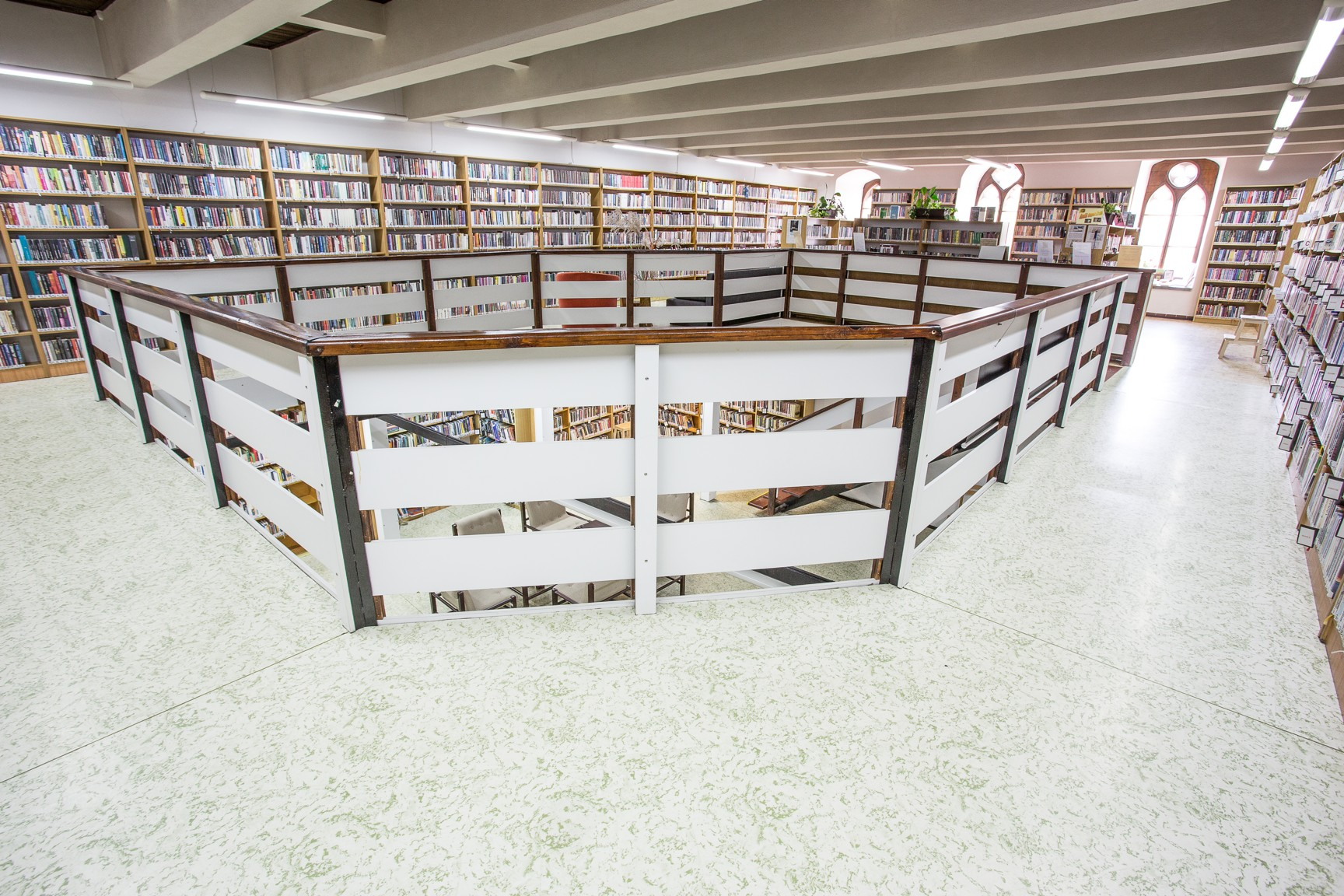
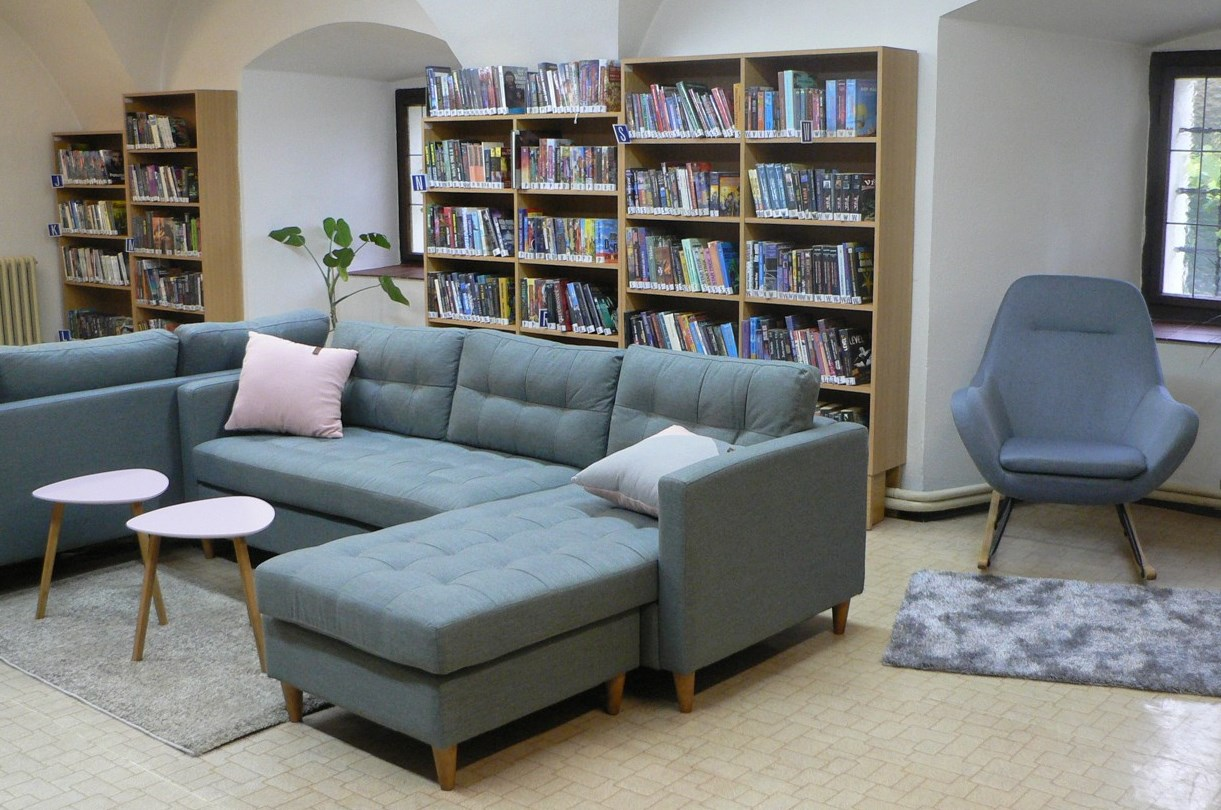
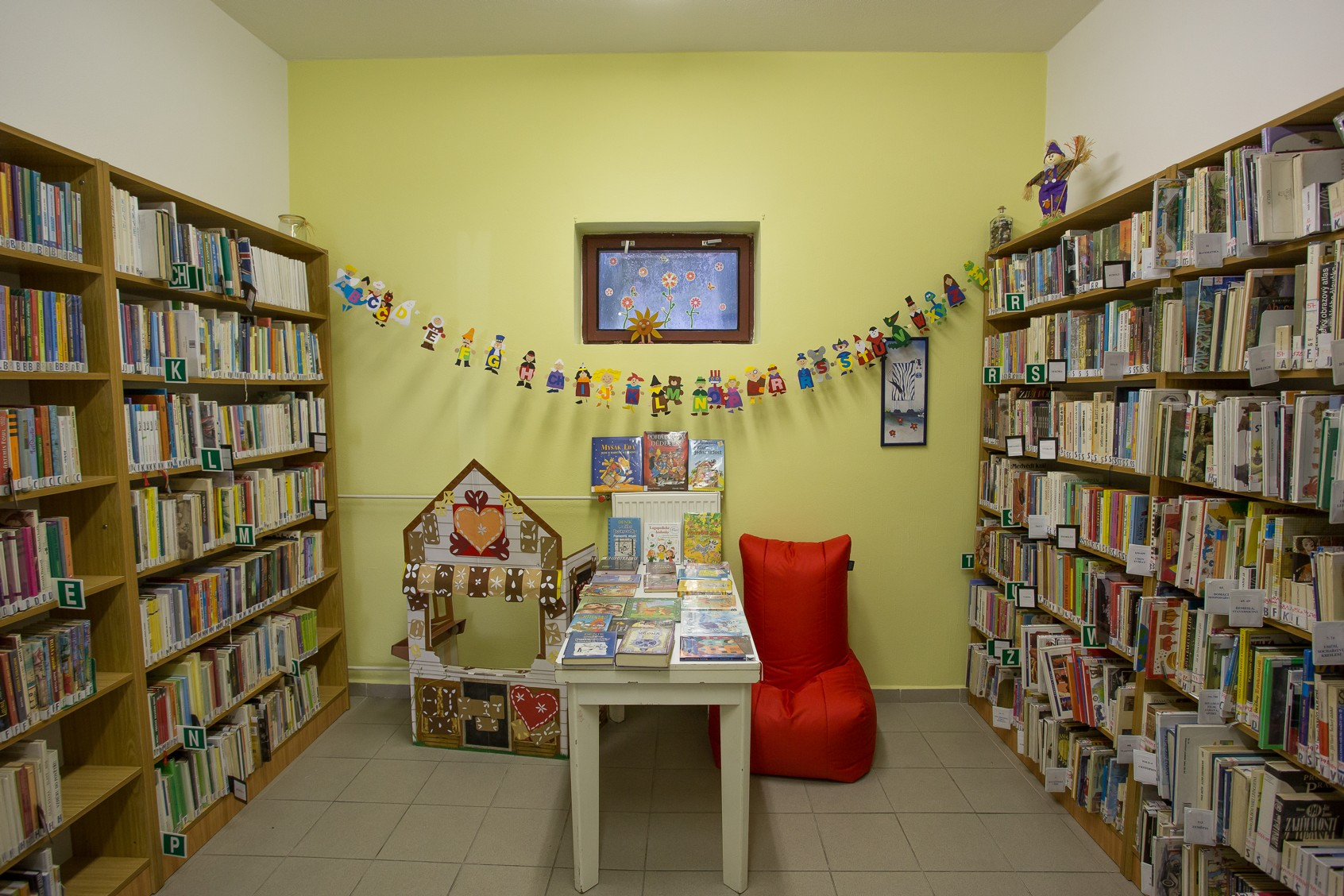
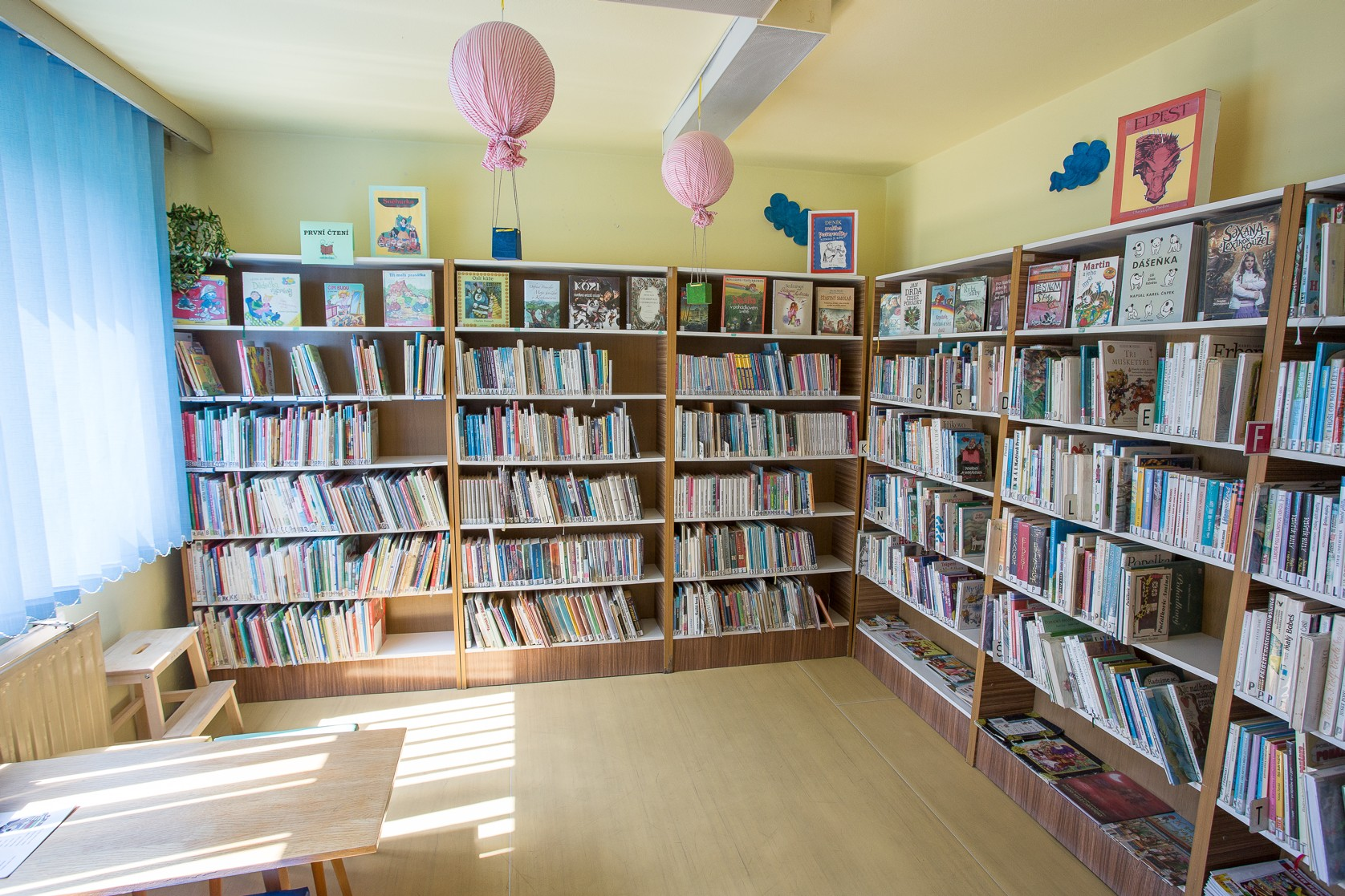

## Další kontakty
- Facebook: https://www.facebook.com/KNIHOVNA.CK
- Web: https://www.knih-ck.cz
- YouTube: https://www.youtube.com/channel/UCE7YmM8EqzVQF50sesXbSJw/videos